# Григор Нарекаци
Григор Нарекаци, Григорий Нарекски, Григорий от Нарек, (на арм. Գրիգոր Նարեկացի; около 951 – 1003 г.) – арменски поет, светец на Арменската апостолическа църква и католическата църква, философ и богослов, представител на ранния арменски Ренесанс.

## Биография
Роден в семейството на княз Хосров Анджеваци – богослов, мислител, автор на множество религиозни произведения. След смъртта на съпругата си, Хосров дава синовете си – Саак, Ованес и младия Григор да бъдат отгледани в манастира Нарек. Григор прекарва почти целия си живот в манастира Нарек с богата библиотека, където има възможност да прочете, както произведенията на древните философи в оригинал, така и произведенията на отците на църквата. Получава чин архимандрит. Преподавал е в училището в манастира, а също така е и автор на една от най-добрите интерпретации на Песента на песните (977 г.) и на множество поетични произведения (включително
Поезията на Нарекаци е дълбоко „библейска“, пропита с образи, теми и реалности от свещената история. В същото време обаче, тя се отличава с личния си характер. В „Книгата на скръбните песнопения“ (1002), както и във „Великия канон“ на Андрей Критски, събитията и лицата от двата Завета служат като отправна точка за мислене за живота, за несъвършенството и греховността на човека. В допълнение към библейските сюжети и основи, произходът на творчеството на Григорий обхваща философията на неоплатонизма, както и произведенията на Григорий Нисийки, Ориген, Иполит, Епифаний Кипърски, Василий Велики, Григорий Богослов, Йоан Златоуст.
Най-ранните изображения на Григор Нарекаци, които са оцелели до нашето време, са четири миниатюри от Григор Мличеци (1173).

## Творчество

### „Книга на скръбните песнопения“
Лирико-мистичната поема „Книгата на скръбните песнопения“, преведена на много езици по света, изиграва значителна роля в развитието на арменския литературен език. За първи път е отпечатана през 1673 г. в Марсилия, а преди това е била рапространявана в ръкописни копия.

## Преводи
Първият известен опит да се преведе „Книгата на скръбните песнопения“ на руски език датира от началото на 19 век – през 1810 г. Йосиф Йоанесов, преводач на Историята на Армения от Мовсес Хоренаци (1809), също превежда откъс от „Книгата на Скръбните песнопения“ (третата, последна част, 12-та глава) и го публикува в Санкт Петербург под заглавие „Молитва срещу ужасите на нощта“.
През 1969 г. издателство „Хаястан“ по инициатива на професор Левон Мкртчян публикува избрани глави от „Книгата на скръбните песнопения“, преведени на руски от Наум Гребнев (глави 1, 23, 30, 55, 80) . В тази книга Л. Мкртчян е автор на предговора, бележките и съавтор на интерлинейния превод в Приложението.

## Произведения, посветени на Григор Нарекаци

### Концерт на А. Шнитке
През 1985 г. Алфред Шнитке пише „Концерт за смесен хор в четири части“ по стихове на Г. Нарекаци в превод на Н. Гребнев. Концертът е изпълнен за първи път от Камерния хор на Министерството на културата на СССР под ръководството на Валери Полянски в Музея за изящни изкуства Пушкин на 9 юни 1986 г.
19 ноември 1999 г., в памет на Алфред Шнитке, по случай 65-годишнината на композитора, в Голямата зала на Московската консерватория е изпълнен концертът на П. И. Чайковски от студентския хор на Московската консерватория под диригентската палка на Борис Тевлин. През 2004 г., на седемдесетгодишнината от рождението на композитора, концертът също се изпълнява от Камерния хор на Московската консерватория, отново под ръководството на Борис Тевлин.
Този концерт „с право може да се счита за един от най-добрите примери за съвременна музикална християнска култура“, пише Борис Тевлин.
През август 2002 г. Камерният хор на Московската консерватория с диригент Борис Тевлин изпълни Концерта за хор на Алфред Шнитке в Минеаполис, САЩ, на 6-ия Световен форум за хорова музика.

## Памет
- Арменската католическа епархия в Буенос Айрес носи името на Григор Нарекаци.
- През февруари 2015 г. папа Франциск реши да даде на Григор Нарекаци титлата „Учител на Църквата“, което се случи на 12 април 2015 г.
- През 1988 г. издателство „Современник“ публикува сборник с произведения на руския писател В. В. Варжапетян Колекцията включва разказа „Нарек“, главният герой на който е Григор Нарекаци.
- През 1992 г. съветско-британското смесено дружество „Слово“ публикува романа „Дух и плът“ на Леонид Мил (автор на един от преводите на „Книга на скръбните песнопения“ на руски). Героят на този роман е Григор Нарекаци.